# ماوري فانهانن
ماوري فانهانن (بالفنلندية: Mauri Vanhanen)‏ هو لاعب كرة قدم فنلندي في مركز الهجوم، ولد في 1 يونيو 1931 في فنلندا. شارك مع منتخب فنلندا لكرة القدم. أما مع النوادي، فقد لعب مع Kotkan Työväen Palloilijat ‏.

## وصلات خارجية
- ماوري فانهانن على موقع عالم كرة القدم.نت (الإنجليزية)